# Ariotus luteolus
Ariotus luteolus är en skalbaggsart som först beskrevs av Thomas Casey 1895.  Ariotus luteolus ingår i släktet Ariotus och familjen ögonbaggar. Inga underarter finns listade i Catalogue of Life.